# Jorge Mario Cabrera Ordóñez
Jorge Mario Cabrera Ordóñez (Totonicapán, 30 de enero de 1989) es un político, abogado y notario, guatemalteco que se desempeña como diputado del Congreso de República de Guatemala desde el 14 de enero de 2024 a 2028 por el partido político Vamos.

## Biografía
Nació el 30 de enero de 1989 en Totonicapán, Guatemala, 
Se graduó como Abogado y Notario en la Universidad de San Carlos de Guatemala.

### Carrera profesional
El 17 de marzo de 2020, fue nombrado gobernador departamental de Totonicapán por el presidente Alejandro Giammattei.Durante su gestión, participó en diversas iniciativas, incluyendo la coordinación de la Comisión Departamental de Seguridad y Atención a la Conflictividad (CODESAC) y el seguimiento a proyectos del Consejo Departamental de Desarrollo (CODEDE).
En las elecciones generales de 2023, fue electo diputado por el departamento de Totonicapán, tomando posesión el 14 de enero de 2024 . Actualmente, preside la Comisión de Legislación y Puntos Constitucionales, desde donde impulsa el análisis de una iniciativa de ley que propone reformas a la Ley de lo Contencioso Administrativo, con el objetivo de garantizar el derecho de petición establecido en el artículo 28 de la Constitución Política de la República de Guatemala.